# The Tapscott Sessions Vol. 2
The Tapscott Sessions Vol. 2 ist ein Jazzalbum von Horace Tapscott. Die im November 1982 im Lobero Theater in Santa Barbara entstandenen Aufnahmen erschienen 1982 auf Nimbus West Records.

## Hintergrund
Bereits 1978 hatte der Pianist Horace Tapscott ein erstes Soloalbum auf dem kalifornischen Kleinlabel Interplay vorgelegt, Songs of the Unsung. Im November 1981 trat Tapscott im Trio-Format mit Roberto Miranda (Kontrabass) und Sonship Theus (Schlagzeug, Perkussion) im Lobero Theater in Santa Barbara auf; die Mitschnitte erschienen auf zwei Einzel-LPs (Live at Lobero I/II). Im folgenden Jahr begann Tapscott, nachts in diesem Veranstaltungsort für Tom Albachs Label Nimbus West Material für eine Reihe von Solo-Piano-Alben einzuspielen. Zu Lebzeiten erschienen sieben LPs und eine Compact Disc (The Tapscott Sessions Vol. 8, 1997), nach Tapscott Tod im Februar 1999 wurden bis 2007 weitere Alben wie The Tapscott Sessions Vol. 9 und The Tapscott Sessions Vol. 10 veröffentlicht.
Auf dem Album befindet sich Tapscotts knapp halbstündige Komposition „Struggle X (An Afro-American Dream)“; den Rest der zweiten Plattenseite nahm „Many Nights Ago“ ein, geschrieben von Carmel Crunk (1932–1988), der zu der Musiker-Kooperative UGMA in Los Angeles gehörte.

## Titelliste
- Horace Tapscott: The Tapscott Sessions Vol. 2 (Nimbus West Records Nimbus NS1692 / NIMBUS 1692)[2]

A1		Struggle X (An Afro-American Dream) 18:33

B1		Struggle X (An Afro-American Dream) (Continued) 11:20 

B2		Many Nights Ago (Carmel Crunk) 9:26
Wenn nicht anders vermerkt, stammen die Kompositionen von Horace Tapscott.

## Rezeption
Scott Yanow verlieh dem Album in Allmusic vier Sterne und schrieb, das zweite von Horace Tapscotts [bis dato] sieben Solo-Klavieralben für Nimbus Records sei eines der besseren, bestehend aus einer fast halbstündigen Auseinandersetzung mit seiner Komposition „Struggle X“ zusammen mit dem 9½-minütigen düsteren Stück „Many Nights Ago“. Tapscott habe schon immer einen auffallend originellen Sound gehabt, der trotz gelegentlicher Hinweise auf andere Pianisten ziemlich unverwechselbar klinge und zwischen fortgeschrittenem Hardbop und Avantgarde Jazz anzusiedelt sei. Obwohl dieses experimentierfreudige Material eher in kleinen Gruppen als solo zu erleben sei, würde es sich das Hören lohnen.
Nach Ansicht von Frank Rubolino, der das Album in All About Jazz rezensierte, habe sich Tapscott beim Einspielen von Vol. 2 in einer besinnlichen Stimmung befunden, die eine kritische Periode in der Ausweitung der Bürgerrechte in Amerika aufzeichne. Er würde ein lebhaftes Statement zu dem 30-minütigen „Struggle X, An Afro-American Dream“ abgeben, das zu einer Zeit aufgenommen wurde, als klar wurde, dass die Ideale von Führern wie Martin Luther King nicht so schnell zu verwirklichen seien. Tapscott habe die Melodie schrittweise aufgebaut, beginnend mit ruhiger Gelassenheit, die von einem verstörenden Gefühl der Unruhe überdeckt werde. Die Melodie löse sich von huschenden und flüchtigen Aussagen in eine brütende strukturelle Summe auf, in der Frustration die Schlussfolgerung zu sein scheint, doch er verwandle diese Emotion letztendlich in Hoffnung. Tapscotts Entwicklungstaktik bei diesem Stück sei phänomenal; die Aufnahme ende mit einer fast romantischen Note mit „Many Nights Ago“, das „das Gewicht eines schweren Herzens“ enthalte, das unter einer leichteren, manchmal trällernden Themenaussage verborgen sei. Diese Aufnahme demonstriere deutlich Tapscotts Fähigkeit, dem Zuhörer seine innersten Gefühle zu vermitteln.